# Екологічно чистий транспорт

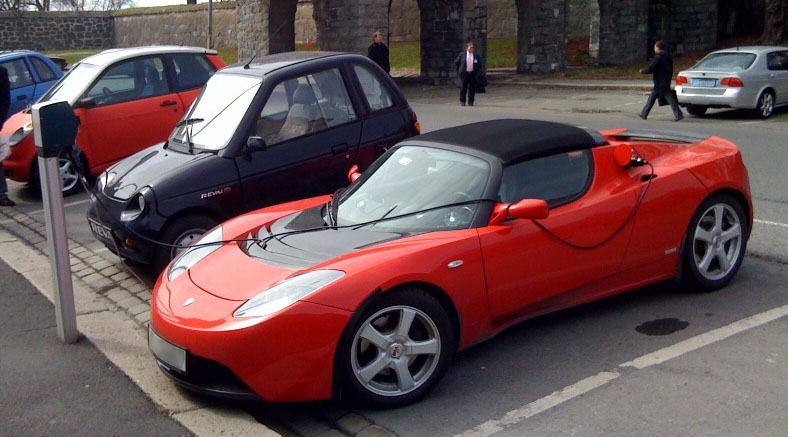
Tesla Roadster, REVAi та Th!nk City на безкоштовному паркуванні та зарядна станція в Осло, Норвегія. У країні найбільше власників електричних авто на душу населення у світі.

Екологі́чно чи́стий тра́нспорт — транспортні засоби, життєвий цикл яких з точки зору  техноекології не шкодить довкіллю.
Головною вимогою, що стоять перед конструкторами й винахідниками є пошук шляхів зниження викидів забруднюючих речовин і мінімізація негативного впливу на природні комплекси при виробництві, експлуатації та утилізації (переробці).

## Електромобіль
Електромобіль — транспортний засіб, ведучі колеса якого наводяться від електромотора, що живиться акумуляторними батареями. Вперше з'явився він в Англії і у Франції на початку 80-х рр. XIX ст., тобто раніше автомобілів з двигунами внутрішнього згоряння.
Тяговий електродвигун в таких машинах отримував живлення від батарей свинцевих акумуляторів з енергоємністю всього 20 ват-годин на кілограм. Загалом, щоб живити двигун потужністю в 20 кіловат протягом години, був потрібний свинцевий акумулятор масою в 1 т. Тому з винаходом двигуна внутрішнього згоряння виробництво автомобілів стало стрімко набирати обертів, а про електромобілі забули до виникнення серйозних екологічних проблем. По-перше, розвиток парникового ефекту з подальшим незворотною зміною клімату і, по-друге, зниження імунітету багатьох людей внаслідок порушення основ генетичної спадковості в результаті «свинцевого ефекту»[джерело?].

### Переваги електромобіля
- Електромобіль майже не дає викиду шкідливих речовин. Отруйних газів, що потрапляють в атмосферу при зарядці і розрядці акумуляторних батарей, незрівнянно менше, ніж при роботі двигунів внутрішнього згоряння (ДВЗ). Щоб опалювати електромобілі взимку, на них встановлюють автономні обігрівачі, споживають бензин чи дизельне паливо. Але вони менше забруднюють атмосферу, ніж ДВЗ.
- Простота пристрою. Електродвигун має дуже привабливу для транспортних засобів характеристику : на малих швидкостях обертання у нього великий крутний момент, що дуже важливо, коли потрібно рушити з місця, подолати важку ділянку дороги.
- Електромобіль не вимагає настільки ретельного догляду, як звичайний автомобіль: менше регулювань, не споживає багато оливи, простіша система охолодження, а паливна система (якщо не вважати обігрівач) взагалі відсутня.
- Майже традиційна автомобільна схема і порівнянні габаритно-масові показники нового енергетичного блоку з існуючими двигунами дозволяють легко замінювати один вид джерела енергії на інший, отримуючи при цьому як автомобіль (зі звичайною або гібридною схемою двигуна), так і гібридний економічний і динамічний електромобіль нової концепції.[джерело?]

## Монорейковий автотранспорт і монокар

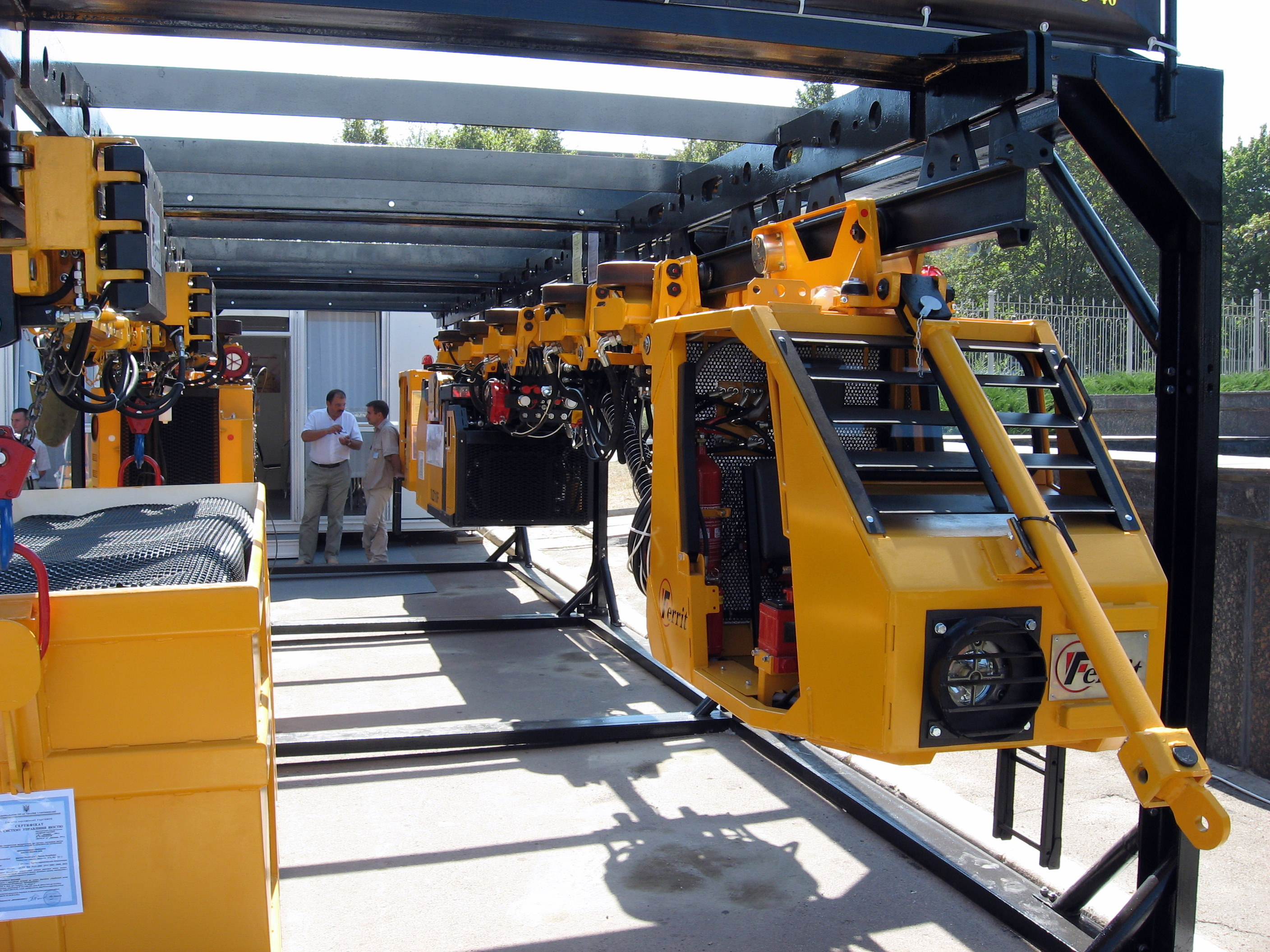
Дизельна шахтна монорейкова дорога

Серед численних проектів, які покликані вирішити проблему перевантаженості транспортних мереж мегаполісів, все частіше зустрічаються пропозиції направити міський транспорт, в тому числі і автомобілі, по рейках.
Один з найсміливіших проектів представила данська компанія RUF International. Пропонована датчанами транспортна система являє собою мережу монорейкових доріг, по яких рухається громадський і особистий електротранспорт. Невеликі ділянки шляху транспорт долає по звичайних дорогах, після чого в'їжджає на рейки і об'єднується у своєрідні потяги.
Транспортом, який став на рейки не потрібно управляти — водій задає програму і може спати, читати, виходити в Інтернет або дивитися телевізор — інформація передається «головному диспетчеру», і автоматична система все зробить сама, керуючись показаннями датчиків.
У разі необхідності водій зможе знову взяти керування на себе.
Швидкість їзди по рейках близько 120 км/г. Згідно з проектом RUF International, мережа доріг складатиметься з 25-кілометрових рейкових ділянок зі спеціальними «переходами» через кожні п'ять
кілометрів, щоб одні водії могли приєднатися до «потягу», а інші повернути або з'їхати з рейок. Максимальна швидкість між «переходами» 150 км/г, при наближенні до розв'язок автоматично
знижується до 30 км/г.
Енергія для електромобілів подається безпосередньо по монорельсу — це і забезпечує електроживлення під час руху в «потязі», і заряджає акумулятори для нетривалої їзди по звичайних дорогах. Монорейкова система призначена для великих міст, але автори проекту не забули і про жителів приміської зони: передбачено гібридний транспорт з електричним і паливним двигунами. Наприклад, громадський приміський транспорт, названий Maxi — RUF — це автобус, який може перевозити десять пасажирів, не рахуючи водія.

### Монокар
Існує концепція, яка об'єднує переваги мотоциклів та автомобілів. Це машина з кузовом автомобіля і двоколісною конструкцією ходової частини. Така машина (монокар) може мати комфорт, вантажопідйомність і безпеку автомобіля і маневреність, економічність і прохідність мотоцикла.
Питома витрата палива мінімальна при роботі двигуна приблизно на 80% потужності і рази в 3-4 вище при 10%. Однак саме ці 10% і потрібні при міському русі більшу частину часу.
У міському режимі руху також велика частина енергії витрачається при розгонах і гальмуваннях. Для зниження таких витрат найбільш реально застосування гібридних двигунів, що являють собою маховик в поєднанні з двигуном внутрішнього згоряння або електромотором.

## Електровелосипед

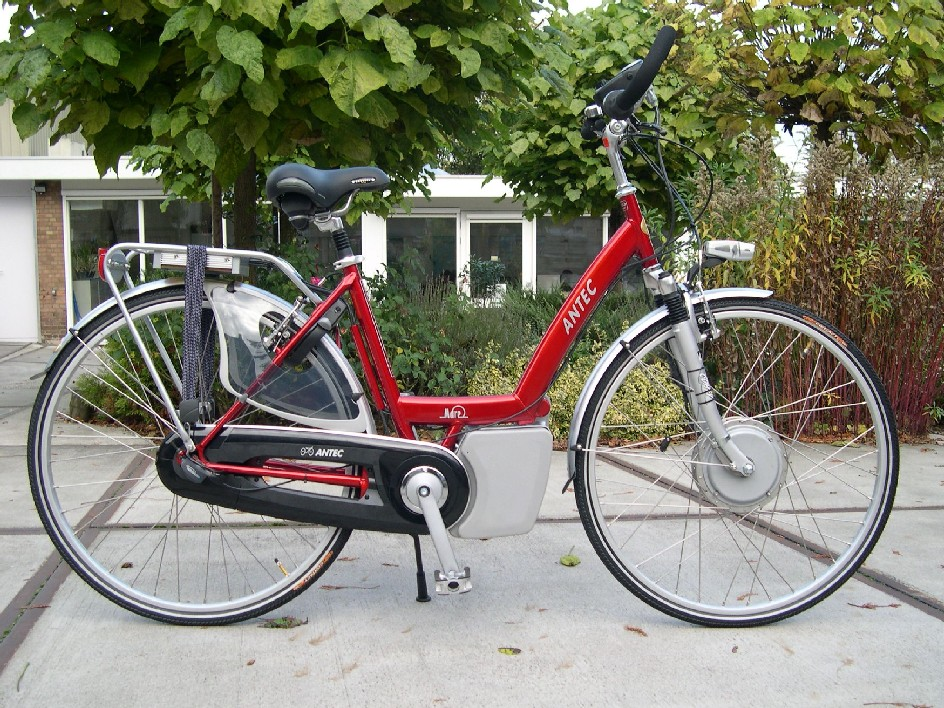
Електровелосипед

З усіх різновидів електромобілів найбільший інтерес з практичної точки зору представляє легкий електротранспорт з комбінованим електричним і найчастіше мускульним приводом. На думку президента північноамериканської компанії «EV Global Motors» Лі Якокка, незабаром електророллер, електроскутер, електромопед, одно- або двомісний міні-електромобіль, а найчастіше електровелосипед буде стояти в гаражі кожного американця.
Згідно з прогнозом, у найближчі 10 років щорічний обсяг продажів індивідуального електротранспорту складе в світі 6-10 млрд дол. У 2003 р. кількість електровелосипедів у світі перевищила 2 млн.

## Геліотранспорт
Електромобілі, сонцемобілі, сонячні велосипеди, електромоторні судна з сонячними батареями — всі ці екологічно чисті транспортні засоби перестали бути рідкістю. Вони знаходять все більше застосування, особливо у великих містах, перенасичених автотранспортом. Що стосується сонцемобілів, то сьогодні їх можна зустріти на дорозі дуже рідко. Це дуже дороге задоволення. Тим часом стає все більш популярним і доступним за ціною водний геліотранспорт — маломірні судна, що приводяться в рух сонячною енергією. Найбільше вони підходять для водного туризму й риболовлі.
Сонцемобіль — це електромобіль, забезпечений фотоелектричними перетворювачами (сонячними батареями) досить великої потужності, в яких енергія світла перетворюється в електричний струм, що живить тяговий двигун і заряджає акумулятори.